# Nepotian (król asturyjski)
Nepotian – wizygocki możnowładca, przywódca buntu, obwołany królem Asturii w 842 roku.
Nepotian był wizygockim możnowładcą, przywódca buntu w Asturii w 842 roku, po śmierci króla Alfonsa II. Według późniejszych źródeł był jego szwagrem, jednak nie można znaleźć na to dowodów, z dużą pewnością można natomiast potwierdzić jego pokrewieństwo z Alfonsem.